# Ligota (województwo śląskie)

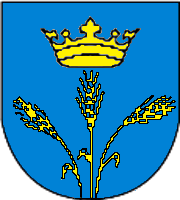
Nieoficjalny herb wsi Ligota

Ligota (niem. Ellgoth lub Ellguth, cz. Lhota) – wieś sołecka położona na południu Polski, w województwie śląskim, w powiecie bielskim, w gminie Czechowice-Dziedzice. Wieś leży w historycznych granicach regionu Śląska Cieszyńskiego, geograficznie zaś leży w regionie Dolina Górnej Wisły, będącej częścią Kotliny Oświęcimskiej. Powierzchnia sołectwa wynosi 1400 ha a liczba ludności                                         (stan na 31 grudnia 2014 r.) 4702 (w tym 2387 kobiet, 2315 mężczyzn), co daje gęstość zaludnienia równą 335,85 os./km².

## Położenie i charakterystyka miejscowości
Wieś położona nad potokami Jasienica, Iłownica i Wapienica. Obszar Ligoty położony jest na pograniczu Podgórza Wilamowickiego i Pogórza Śląskiego. W okolicy pola uprawne, łąki oraz liczne stawy rybne, będące miejscem gniazdowania wielu gatunków ptaków wodnych. Ze wsi rozciąga się widok na Klimczok i Szyndzielnię.

## Części wsi
| SIMC    | Nazwa         | Rodzaj    |
| ------- | ------------- | --------- |
| 0213730 | Bagno         | część wsi |
| 0213747 | Burzej        | część wsi |
| 0213753 | Koło          | część wsi |
| 0213760 | Księża Grobel | część wsi |
| 0213776 | Miliardowice  | część wsi |
| 0213782 | Nowy Świat    | część wsi |
| 0213799 | Oblask        | część wsi |
| 0213807 | Podlas        | część wsi |
| 0213813 | Toczkowice    | część wsi |
| 0213820 | Woleństwo     | część wsi |
| 0213836 | Zawiście      | część wsi |
| 0213842 | Zawodzie      | część wsi |

## Historia

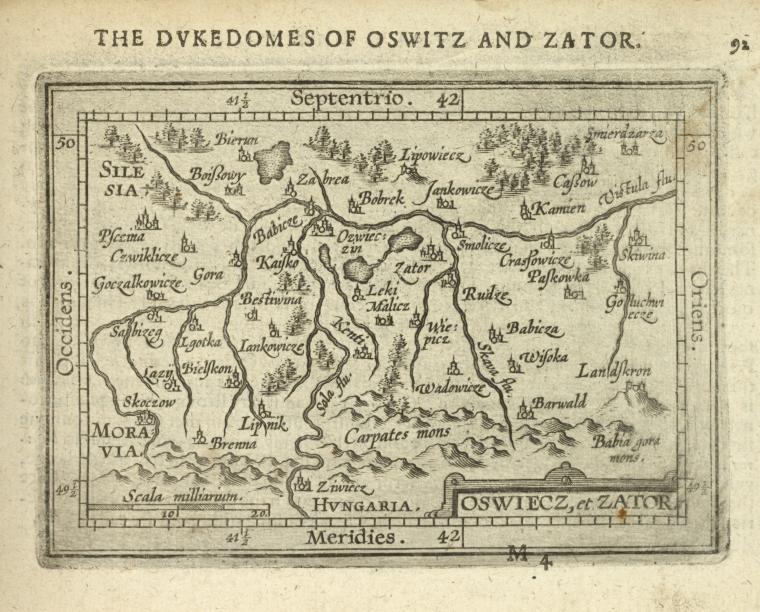
Lgotka na mapie Księstwa Oświęcimskiego i Zatorskiego - mapa Abrahama Orteliusa z 1603.

Pierwsza pisemna wzmianka o Ligocie pochodzi z 1452 roku. Miejscowość początkowo należała do książąt cieszyńskich, od 1572 do właścicieli bielskich.
Według austriackiego spisu ludności z 1900 w Ligocie w 227 budynkach na obszarze 2418 hektarów mieszkało 1734 osób, co dawało gęstość zaludnienia równą 71,7 os./km², z tego 1606 (92,6%) mieszkańców było katolikami, 92 (5,3%) ewangelikami a 36 (2,1%) wyznawcami judaizmu, 1700 (98%) było polsko-, 10 (0,6%) niemiecko- a 3 (0,2%) czeskojęzycznymi. Do 1910 roku liczba mieszkańców wzrosła do 1791 osób, w tym głównie ewangelików do liczby 142.
W okresie międzywojennym na terenie gminy funkcjonował chór mieszany "Lutnia" założony w 1910 roku kierowany przez Józefa Szweda, a także 140 osobowe gniazdo Polskiego Towarzystwa Gimnastycznego „Sokół”.
Jako gmina jednostkowa, Ligota  od 28 lipca 1920 przynależała do woj. śląskiego (powiat bielski). 1 grudnia 1945 weszła w skład zbiorowej gminy Zabrzeg.
1 stycznia 1951 od Ligoty łączono osiedle Podkępie (57,7275 ha), włączając je do Czechowic w gminie Czechowice-Dziedzice.
W latach 1954–1972 wieś należała i była siedzibą władz gromady Ligota. W latach 1973–1977 miejscowość była siedzibą gminy Ligota. W latach 1975–1998 miejscowość położona była w województwie katowickim.
W jednej z dzielnic – Miliardowicach powstał w latach 80. XX wieku nowoczesny kościół pw. Miłosierdzia Bożego. Do dziś dawne budowle drewniane w większości rozebrano.
W 1998 roku oraz w 2010 roku przez wieś przeszła fala powodziowa, zalewając znaczny obszar. W maju 2010 roku zalane było 40% wsi w tym budynki mieszkalne w wyniku wylania z rzek: Iłownicy, Jasienicy i Wapienicy.

## Religia
Na terenie wsi działalność duszpasterską prowadzi Kościół Rzymskokatolicki (parafia Opatrzności Bożej oraz parafia Miłosierdzia Bożego w Miliardowicach).